# STS-68
STS-68 (ang. Space Transportation System) – siódma misja wahadłowca kosmicznego Endeavour i sześćdziesiąta piąta programu lotów wahadłowców.

## Załoga
źródło
- Michael Baker (3)*, dowódca
- Terrence Wilcutt (1), pilot
- Thomas Jones (2), specjalista misji 4
- Steven Smith (1), specjalista misji 1
- Daniel Bursch (2), specjalista misji 2
- Peter „Jeff” Wisoff (2), specjalista misji 3

*(liczba w nawiasie oznacza liczbę lotów odbytych przez każdego z astronautów)

## Parametry misji
źródło
- Masa:
  - startowa orbitera: 112 095 kg
  - lądującego orbitera: 100 707 kg
  - ładunku: 12 510 kg
- Perygeum: 199 km
- Apogeum: 212 km
- Inklinacja: 57,0°
- Okres orbitalny: 88,6 min

## Cel misji
Misja z obserwatorium radarowym SRL-2.